# Trường Thạnh
Trường Thạnh là một phường thuộc thành phố Thủ Đức, Thành phố Hồ Chí Minh, Việt Nam.

## Địa lý
Phường Trường Thạnh nằm ở phía đông thành phố Thủ Đức, có vị trí địa lý:
- Phía đông giáp phường Long Phước
- Phía tây và phía nam giáp phường Long Trường
- Phía bắc giáp phường Long Thạnh Mỹ.

Phường có diện tích 9,85 km², dân số năm 2021 là 26.061 người,  mật độ dân số đạt 2.645 người/km².

## Lịch sử
Trước đây, phường Trường Thạnh thuộc Quận 9, được thành lập vào ngày 6 tháng 1 năm 1997 trên cơ sở 1.034 ha diện tích tự nhiên và 4.785 người của xã Long Trường, huyện Thủ Đức cũ.
Ngày 9 tháng 12 năm 2020, Ủy ban thường vụ Quốc hội ban hành Nghị quyết 1111/NQ-UBTVQH14 về việc thành lập thành phố Thủ Đức trên cơ sở sáp nhập toàn bộ diện tích và dân số của Quận 2, Quận 9 và quận Thủ Đức, phường Trường Thạnh thuộc thành phố Thủ Đức như hiện nay.